# Scherzo núm. 2 (Chopin)
L'Scherzo núm. 2 op. 31, en si bemoll menor, és una obra per a piano de Frédéric Chopin, composta i publicada el 1837. Està dedicarda a la comtessa Adèle Fürstenstein. Schumann va comparar aquest scherzo amb un poema de Byron: "així ple de tendresa, l'audàcia, l'amor i el menyspreu." Segons Wilhelm von Lenz, un alumne de Chopin, el compositor va dir que la reconeguda obertura sotto voce era una pregunta, i la segona frase la resposta: "Per a Chopin mai estava prou dialogat, mai prou suau, ... Ha de ser una ossera." Huneker comenta exultant:"Quina escriptura tan magistral, i es troba en ple cor del piano! Cent generacions no poden millorar aquestes pàgines."

## Estructura
El començament té la indicació de Presto i comença en si bemoll menor. No obstant això, la major part de l'obra està escrita en re bemoll major o la major. L'obertura de la peça conté dos acords arpegiats en pianissimo; després d'un moment de pausa, s'arriba a un conjunt d'acords en fortissimo, abans de retornar als tranquils acords arpegiats. La peça després passa a una secció arpegiada que condueix a la part amb la indicació con anima.

## En la cultura popular
L'obra s'escolta en l'episodi "Moments musicals" a la sèrie de dibuixos animats Woody Woodpecker.